# Cardiobacterium hominis
Espèce
Cardiobacterium hominis est un bacille à Gram négatif de croissance lente et difficile, appartenant à la flore oropharyngée de l’être humain. Il peut toutefois être à l’origine de rares cas d’endocardites, comme les autres micro-organismes du groupe HACEK auquel il appartient.

## Habitat et pouvoir pathogène
Les endocardites dues à C. hominis se développent préférentiellement sur valves prothétiques, et lors de maladie cardiaque préexistante. Elles touchent surtout les valves aortiques et mitrales, et peuvent compliquer un geste invasif de type endoscopie / coloscopie.
L'évolution est en règle générale favorable sous traitement antibiotique adapté, même si le remplacement de la valve touchée peut être nécessaire.

## Caractères bactériologiques
C. hominis est un micro-organisme catalase négatif, oxydase positive, indole-producteur, Gram négatif . [2] Sa morphologie a été classiquement décrite comme hautement pléomorphes et comme prenant irrégulièrement le Gram, bien que des bacilles homogène avec des formes uniformes peuvent être vus à l'ajout d'extrait de levure.

## Sensibilité aux antibiotiques
Cardiobacterium hominis est sensible aux antibiotiques actifs sur les bacilles à Gram négatif, notamment les bêta-lactamines et les aminosides, utilisés en bithérapie dans le cas des endocardites. Parmi les bêta-lactamines, la ceftriaxone est recommandée par l'American Heart Association en première intention. Des souches produisant une bêta-lactamase ont cependant été décrites.